# Atlantisch orkaanseizoen 1981
Het Atlantisch orkaanseizoen 1981 duurde van 6 mei 1981, toen de eerste tropische cycloon ontstond, tot 30 november 1984. Het seizoen 1981 was een normaal seizoen wat betreft de activiteit.
Het seizoen telde elf tropische stormen en één subtropische. De tropische stormen kregen allemaal een naam. Van deze elf promoveerden er zeven tot orkaan en drie van deze zeven wiesen aan tot majeure orkanen, dat wil zeggen categorie 3 of meer. Hoewel het seizoen een normale activiteit vertoonde, vielen het aantal slachtoffers en de schade mee. Orkaan Dennis veroorzaakte enige miljoenen dollars schade in Florida. De enige tropische cycloon die slachtoffers eiste, was orkaan Katrina. Op Cuba vielen twee slachtoffers door Katrina.

## Cyclonen

### Tropische storm Arlene
Begin mei ontstond er een storing ten zuidoosten van de Golf van Tehuantepec in de Grote Oceaan. De storing trok noordoostwaarts, over El Salvador en Honduras en kwam boven de Baai van Honduras in het bassin van de Atlantische Oceaan terecht. Daar kwam de storing tot ontwikkeling en er ontstond op 6 mei een tropische depressie boven de Caraïbische Zee, ten westen van Jamaica en ten zuiden van Isla de la Juventúd, drie en een halve week voor de officiële aanvang van het seizoen. Het gebeurt met regelmaat, dat een tropische cycloon zich in het bassin van de Grote Oceaan ontwikkelt uit een storing, die uit het Atlantische bassin afkomstig is, bijvoorbeeld uit een tropische golf, die over Midden-Amerika trekt. Dat het zoals hier andersom gebeurt, is een zeldzaamheid. Ook een zeldzaamheid was, dat de tropische depressie op 7 mei tot tropische storm Arlene promoveerde. Tot dan toe was Arlene slechts de dertiende tropische storm, die ontstond in de maand mei, sinds 1886.
Op 8 mei bereikte Arlene de Kaaimaneilanden en bereikte vlak voor haar landing in het zuidoosten van Cuba windsnelheden tot 83 km/uur en een minimale druk van 999 mbar. Boven Cuba degradeerde Arlene tot tropische depressie, maar weer boven water promoveerde zij – ondanks haar gedesorganiseerde structuur, veroorzaakt door de interactie met het Cubaanse vasteland – promoveerde zij nogmaals tot tropische storm boven de Turks- en Caicoseilanden en de zuidoostelijkste Bahama's en bereikte windsnelheden tot 93 km/uur, echter nu bij een druk van 1004 mbar. De opleving was echter van korte duur en enkele uren later was Arlene weer een tropische depressie, die de volgende dag op 9 mei, ten noordoosten van de Turks- en Caicoseilanden verdween. Arlene eiste geen slachtoffers en veroorzaakte geen noemenswaardige schade.

### Tropische storm Bret
Op 27 juni lag er een stationair front boven het westen van de Atlantische Oceaan. Het noordwestelijke uiteinde van dit front kwam tot ontwikkeling en hieruit ontstond op 28 juni een lagedrukgebied ten noordwesten van Bermuda, dat de volgende dag op 29 juni een subtropische storm was geworden op 900 km ten oosten van Outer Banks, North Carolina. De subtropische storm trok westwaarts en zijn convectie organiseerde zich strakker rond het centrum, ten teken dat de subtropische cycloon zich ontwikkelde tot een tropische. Op 30 juni had het systeem voldoende tropische eigenschappen aangenomen om tropische storm Bret te worden gedoopt op 270 km ten oosten van de kust van North Carolina.
Bret wendde nu naar het noordwesten en bereikte zijn hoogtepunt met windsnelheden tot 110 km/uur en een minimale druk van 996 mbar, enkele uren voor zijn landing in Maryland. De tropische storm verzakte nu zeer snel, voor hij op 1 juli in Maryland landde en over Chesapeake Bay trok, verder noordwestwaarts. Bret degradeerde snel tot tropische depressie en verdween enkele uren later, maar zijn overblijfselen brachten nog wel 75 tot 100 mm in Ohio en Kentucky. Bret eiste geen slachtoffers en veroorzaakte geen noemenswaardige schade.

### Tropische storm Cindy
Op 30 juli dreef een front zuidoostwaarts van de Amerikaanse oostkust. Op 1 augustus was dit front stationair geraakt boven de Atlantische Oceaan en sterkte zich uit van Jacksonville in Florida in het zuidwesten tot 300 km ten noorden van Bermuda in het noordoosten. Op dat moment vertoonden satellietbeelden de vorming van spiraalbanden rond het punt 35°NB, 72°WL, dat langs het front lag. Vreemd genoeg was op dat moment de luchtdruk aan de grond zeer hoog, meer dan 1020 mbar. Het gebied trok naar het noordoosten en begon zich verder te ontwikkelen en op 2 augustus ontstond hieruit een subtropische depressie. De convectie ontwikkelde zich strakker rond het centrum en de volgende dag was de transformatie tot tropische depressie voltooid, zes uur voordat de tropische depressie op 3 augustus promoveerde tot tropische storm Cindy.
Cindy bereikte uren daarna op 4 augustus haar hoogtepunt met windsnelheden tot 93 km/uur bij een minimale druk van 1002 mbar en versnelde naar het noordoosten. De volgende dag op 5 augustus geraakte zij boven zeewater van minder dan 20 °C, waardoor zij snel verzwakte en haar tropische kenmerken verloor. Cindy eiste geen mensenlevens en richtte geen schade aan. Voor het satelliettijdperk zouden tropische cyclonen zoals Cindy ofwel aan waarneming zijn ontkomen, ofwel nooit zijn geclassificeerd als (sub)tropische cycloon.

### Orkaan Dennis
Op 5 augustus trok een tropische golf van de Afrikaanse kust westwaarts. Op dat moment was de tropische onweersstoring reeds goed georganiseerd en op 7 augustus ontstond hieruit een tropische depressie ten zuidzuidwesten van de archipel Kaapverdië en promoveerde dezelfde dag nog tot tropische storm Dennis. Dennis trok westnoordwestwaarts, zoals een klassieke orkaan van het Kaapverdische type. Anders dan veel cyclonen van het Kaapverdische type, kwam Dennis aanvankelijk niet verder dan een zwakke tropische storm, omdat hij steeds meer westelijke schering ondervond, die hem zijn convectie ontnam. Op 11 augustus, voordat Dennis de Bovenwindse Eilanden had bereikt, degradeerde Dennis tot tropische depressie. Die dag trok Dennis verder verzwakkend de Caraïbische Zee binnen en degenereerde de volgende dag, 12 augustus tot tropische golf, ten zuidoosten van Hispaniola. Dennis was geen tropische cycloon meer.
De tropische golf tok verder westwaarts en geraakte bijna stationair ten zuiden van Cuba. Op 15 augustus organiseerde de tropische golf zich ten oosten van Isla de la Juventúd opnieuw tot tropische depressie. Daarna trok Dennis noordwaarts en promoveerde tot tropische storm, voor hij de Cubaanse kust bereikte. Dennis landde op Cuba en trok verder noordwaarts, door de Straat Florida en landde op 17 augustus op de zuidkust van Florida. Vervolgens kwam Dennis voor de oostkust van Florida weer boven de Atlantische Oceaan terecht en draaide nu bij naar het noordoosten, zodat hij nu parallel liep aan de Amerikaanse oostkust. Ondertussen deed Dennis verscheidene pogingen zijn convectie rond zijn centrum te organiseren tot een oogrok, maar deze mislukten. Toch promoveerde Dennis op 20 augustus tot orkaan ten oosten van Virginia. Dennis bereikte enkele uren later op 21 augustus zijn hoogtepunt met windsnelheden tot 130 km/uur en een minimale druk van 995 mbar.
Daarna geraakte Dennis boven koeler water en degradeerde enkele uren later tot tropische storm, die op 22 augustus zijn tropische kenmerken verloor. Dennis eiste geen slachtoffers, maar veroorzaakte wel voor $15 miljoen schade (niet gecorrigeerd voor inflatie), voornamelijk ten gevolge van de plaatselijk 650 mm regen boven delen van Florida. De tijd tussen de eerste promotie tot tropische storm op 8 augustus en het bereiken van orkaanstatus liggen 12 dagen en 18 uur. Dit is de langste periode, die een tropische cycloon nodig had om van tropischestormstatus tot orkaanstatus te komen. Wel moet bij dit record aangemerkt worden, dat Dennis gedurende deze termijn niet altijd een tropische cycloon was en twee dagen en 18 uur lang niet als tropische cycloon kon worden aangemerkt.

### Orkaan Emily
Net als bij Cindy ontstond er ook eind augustus een lagedrukgebied met enige tropische kenmerken voor de zuidoostkust van de Verenigde Staten uit een stationair, oplossend front. Zo ontstond er op 31 augustus een subtropische depressie ten noordoosten van de Bahama's, die oostwaarts trok. De subtropische depressie won aan kracht en promoveerde op 1 september tot subtropische storm 2, die dezelfde dag nog voldoende tropische kenmerken had aangenomen, om te transformeren tot tropische storm Emily. Emily trok nu noordoostwaarts en was anders dan Cindy een omvangrijk systeem met stormveld met een diameter tot 800 km. Emily passeerde ten westen van Bermuda op 2 september en werd nu geblokkeerd door een hogedrukgebied aan haar noordflank. Op 3 en 4 september draaide Emily tegen de wijzers van de klok in een lus boven de Atlantische Oceaan.
Emily promoveerde op 4 september tot orkaan en werd door een vanuit het noordwesten naderende trog van lage druk op grote hoogte naar het noordnoordoosten gestuurd. Op 5 september toen de invloed van de trog was verdwenen, blokkeerde het hogedrukgebied Emily opnieuw en Emily dreef langzaam oostwaarts. Op 6 september bereikte Emily haar hoogtepunt met windsnelheden tot 148 km/uur en een minimale druk van 966 mbar. Daarna verzwakte Emily gestaag en degradeerde op 8 september tot een tropische storm, die vervolgens op 11 september degenereerde tot een breed, niet-tropisch lagedrukgebied, dat de volgende dag verdween. Emily eiste geen slachtoffers en veroorzaakte afgezien van enige kusterosie aan de Amerikaanse oostkust geen noemenswaardige schade.

### Orkaan Floyd
Op 31 augustus ontstond op 400 km ten oosten van Barbados een tropische onweersstoring uit een tropische golf. De storing trok naar het noordwesten en naderde de Bovenwindse Eilanden, maar bleef gedesorganiseerd. Dat veranderde op 3 september, toen er een circulatie ontstond en er zo zich een tropische depressie vormde net ten oosten van de Bovenwindse Eilanden. De tropische depressie trok van zuidoost naar noordwest over de Bovenwindse Eilanden en liet daarbij 145 mm regen achter op Antigua. Weer boven de Atlantische Oceaan promoveerde de tropische depressie op 4 september tot tropische storm Floyd op ongeveer 210 km ten oostnoordoosten van San Juan de Puerto Rico.
Op het moment dat Floyd tot tropische storm promoveerde lag Emily 1770 km ten noorden van Floyd. Het lagedrukgebied, dat Emily was, zoog Floyd aan en Floyd draaide naar het noordnoordwesten en noorden. Deze situatie zou zich met de volgende stormen herhalen. Emily trok Floyd noordwaarts, later trok Floyd Gert noordwaarts, Harvey op zijn beurt werd door Gert noordwaarts getrokken. Floyd won gestaag aan kracht en promoveerde op 5 september tot orkaan. Floyd draaide naar het noordoosten, nog steeds Emily achter na, en bereikte op 7 september zijn hoogtepunt als orkaan van de derde categorie met windsnelheden tot 185 km/uur en een minimale druk van 975 mbar. Daarna kreeg Floyd te maken met schering en begin te verzwakken. Op 8 september degradeerde Floyd tot tropische storm en passeerde omstreeks dat moment ten zuidoosten van Bermuda. Daarna versnelde Floyd oostwaarts en later oostnoordoostwaarts en verloor ten slotte zijn tropische kenmerken ten noordoosten van de Azoren. Floyd eiste geen slachtoffers en veroorzaakte geen schade.

### Orkaan Gert
Op 1 september vertrok een tropische golf van de Afrikaanse kust westwaarts, die langzaam tot ontwikkeling kwam. Op 4 september ontstond binnen de golf een lagedrukgebied met een oppervlakkige circulatie. Op 7 september ontstond hieruit een tropische depressie ten oosten van de Bovenwindse Eilanden. De tropische depressie trok verder westwaarts en promoveerde op 8 september tot tropische storm Gert op 185 km ten oosten van Guadeloupe. Gert draaide nu naar het westnoordwesten, trok tussen Dominica en Guadeloupe door, het noordoosten van de Caraïbische Zee binnen richting Puerto Rico. Gert won aan kracht tot windsnelheden tot 93 km/uur en een minimale druk van 1002 mbar voor landing op Puerto Rico op 8 september. Op de Bovenwindse Eilanden merkte men weinig van Gerts passage, maar boven de Caraïbische Zee was Gert sterker geworden en de meeste regenval viel op Puerto Rico en de Amerikaanse Maagdeneilanden.
Gert trok westnoordwestwaarts langs de Grote Antillen en bleef 55 km uit de kust van Hispaniola. Hierdoor liep zijn circulatie over het bergachtige terrein van Hispaniola, waardoor Gert gestaag verzwakte. Dit veranderde op 10 september, toen Gert loskwam van Hispaniola en koers zette richting Turks- en Caicoseilanden en de Bahama's. Binnen 24 uur promoveerde Gert van minimale tropische storm tot orkaan. Gert trok over de Turks- en Caicoseilanden en de oostelijke Bahama's en draaide toen noordwaarts onder invloed van zijn voorganger Floyd. Daar bereikte Gert orkaankracht op 10 september.
Gert draaide nog verder naar het noordoosten en later naar het oostnoordoosten en bereikte op 11 september de tweede categorie en enkele uren later zijn hoogtepunt met windsnelheden tot 167 km/uur en een minimale druk van 988 mbar. Daarna verzwakte Gert gestaag; Gert passeerde op 12 september op 190 km ten noordwesten van Bermuda als orkaan van de eerste categorie met windsnelheden tot 130 km/uur en degradeerde op 13 september tot tropische storm. Gert draaide nog meer bij naar het oosten en degradeerde op 14 september tot tropische depressie, die 24 uur later oploste in de buurt van de Azoren. Gert eiste geen slachtoffers en veroorzaakte geen noemenswaardige schade.

### Orkaan Harvey
De tropische golf, die Harvey zou voortbrengen, trok op 7 september van de Afrikaanse kust westwaarts. De tropische onweersstoring kwam vlot tot ontwikkeling en promoveerde op 11 september tot tropische depressie op 1125 km ten oosten van Dominica. De tropische depressie trok nu onder invloed van Gert noordwestwaarts en bleef aan kracht winnen en promoveerde de volgende dag tot tropische storm Harvey, die enkele uren later op 12 september promoveerde tot orkaan. Harvey draaide verder bij naar het noorden en bereikte op 15 september zijn hoogtepunt met windsnelheden tot 213 km/uur en een minimale druk van 946 mbar. Harvey passeerde op 325 km ten zuidoosten van Bermuda en draaide meer en meer bij naar het oosten. Harvey degradeerde op 18 september tot tropische storm, die 24 uur later zijn tropische kenmerken had verloren. De restanten van Harvey werden door een niet-tropisch, krachtig lagedrukgebied ten zuidoosten van Groot-Brittannië naar het zuidoosten gedreven, waardoor de Azoren door de restanten van Harvey werden gemist. Harvey eiste geen slachtoffers en veroorzaakte geen schade. Enkele schepen rapporteerden stormwinden van Harvey ondervonden te hebben. Toch was Harvey de sterkste tropische cycloon van het seizoen.

### Orkaan Irene
Irene was de vierde en laatste in de reeks van orkanen van het Kaapverdische type in de maand september 1981. Samen met Emily waren er nu vijf orkanen binnen één kalendermaand gevormd, destijds een record dat werd gedeeld met september van het seizoen 1955 en augustus van het seizoen 1893. Op 19 september trok een tropische onweersstoring, die verbonden was aan de intertropische convergentiezone van de Afrikaanse kust westwaarts. Op 21 september kon de tropische onweersstoring zich beter organiseren tot tropische depressie, toen zij zich losmaakte van de intertropische convergentiezone. De tropische depressie trok verder westwaarts en promoveerde tot tropische storm Irene op 23 september.
Irene draaide nu bij naar het westnoordwesten en promoveerde op 25 september tot orkaan. Ook Irene zou een soortgelijke koers afleggen als haar voorgangers, zij het dat zij niet door haar voorganger werd gestuurd. Op 25 september waren er twee hogedrukgebieden van invloed op Irene; één op haar noordoostflank, die haar steeds op haar westnoordwestelijke koers had gehouden, en één op haar noordwestflank boven het oosten van de Verenigde Staten, die langzaam oostwaarts trok. Dit laatste hogedrukgebied was niet krachtig genoeg om Irene weer op een westelijke koers te zetten, maar blokkeerde een verdere koers naar het noordwesten en daardoor draaide Irene naar het noorden. Irene bereikte haar hoogtepunt op 28 september als orkaan van de derde categorie met windsnelheden tot 194 km/uur en een minimale druk van 959 mbar.
Daarna verscheen er een trog van lage druk op grote hoogte, die naar het oosten trok op haar noordwestflank. Hierdoor draaide Irene steeds verder bij naar het noordoosten. Irene versnelde haar koers naar het noordoosten en verzwakte gestaag. Op 1 oktober vertraagde zij haar koers en degradeerde zij tot tropische storm, toen zij stootte op een ander, krachtig, niet-tropisch lagedrukgebied. De volgende dag verloor zij haar tropische kenmerken en de extratropische overblijfselen van Irene landden ten slotte op 3 oktober in Frankrijk. Irene eiste geen slachtoffers en veroorzaakte geen noemenswaardige schade.

### Tropische storm Jose
Op 20 oktober ontstond er op de Atlantische Oceaan nabij 45°NB, 40°WL een niet-tropisch lagedrukgebied. Dit lagedrukgebied trok de volgende acht dagen zuidwaarts aan de oostflank van een rug van hoge druk. Het lagedrukgebied begon convectie te vertonen en op 29 oktober ontstond er een tropische depressie nabij 25,0°NB, 47,5°WL. De tropische depressie trok vervolgens naar het noordoosten en promoveerde op 30 oktober tot tropische storm Jose. Jose bereikte op 31 oktober zijn hoogtepunt met windsnelheden tot 83 km/uur en een minimale druk van 998 mbar, waarna hij verzwakte en transformeerde naar een subtropisch systeem. Op 1 november degradeerde Jose tot subtropische depressie, die enkele uren later, op 2 november was verdwenen.

### Orkaan Katrina
Op 1 november ontstonden er buien boven het westen van de Caraïbische Zee. De dagen daarop organiseerden de buien zich en ontstond er een lagedrukgebied. Op 3 november had het lagedrukgebied voldoende tropische kenmerken aangenomen en ontstond er zo op 3 november een tropische depressie op 240 km ten zuiden van de Kaaimaneilanden. De depressie dreef noordwaarts en promoveerde op 4 november tot tropische storm Katrina, voordat zij Grand Cayman passeerde. Katrina nam snel in kracht toe, terwijl zij haar koers versnelde naar het noordoosten richting Cuba. Op 5 november promoveerde Katrina tot orkaan en bereikte enkele uren later haar hoogtepunt met windsnelheden tot 139 km/uur en een minimale druk van 980 mbar, vlak voordat zij op de Caraïbische kust van Cuba landde.
Op 6 november landde Katrina in het noordwesten van de provincie Camagüey als minimale orkaan. Boven Cuba degradeerde Katrina tot tropische storm en trok verder noordoostwaarts. Weer boven zee versnelde Katrina opnieuw noordoostwaarts en trok met windsnelheden tot 93 km/uur door de Bahama's. Laat op 6 november fuseerde Katrina met een frontensysteem boven het zuidwesten van de noordelijke Atlantische Oceaan en verloor zij haar identiteit. Katrina eiste twee mensenlevens op Cuba. De Cubaanse provincie Camagüey werd getroffen door overstromingen en aardverschuivingen, die aanzienlijke schade aan de landbouw toebrachten. Op de Kaaimaneilanden, waar Katrina met windsnelheden tot net onder orkaankracht doorheen trok, meldde men van het eiland Cayman Brac, dat een waterhoos, veroorzaakt door Katrina, een stranddruifboom had ontworteld en twaalf meter verder had weggeslingerd tegen de bar van het Brac Reef Hotel. De exacte schade ten gevolge van Katrina is niet bekend. Katrina was de enige cycloon van het seizoen met fatale slachtoffers.

### Subtropische storm 3
Op 11 november trok een koufront oostwaarts van de Amerikaanse oostkust de Atlantische Oceaan op. Het koufront kwam boven de warme golfstroom, waar er zich een lagedrukgebied begon te ontwikkelen in de resten van het front. Op 12 november ontstond zo subtropische storm 3 op 640 km ten oosten van Jacksonville, Florida. Subtropische storm 3 trok naar het noordoosten, parallel aan de kust van North Carolina en won snel aan kracht tot net onder de orkaandrempel. Op 14 november werd een verdere noordoostelijke koers van subtropische storm 3 geblokkeerd door een hogedrukgebied, waardoor subtropische storm 3 naar het noordwesten draaide en de noordoostelijke kust van de Verenigde Staten bedreigde. De druk in de subtropische storm daalde nog steeds, terwijl het systeem ook allengs meer tropische kenmerken aannam.
Op 15 november hervatte subtropische storm 3 zijn noordoostelijke koers, zodat hij voorlopig niet zou landen. Met winden net onder orkaankracht (tot 110 km/uur) bereikte hij zijn laagste druk op 15 en 16 november met 978 mbar. Daarna vulde de subtropische storm zich en verzwakte aanzienlijk, voordat hij landde op 17 november op Nova Scotia. Subtropische storm 3 eiste geen slachtoffers, maar veroorzaakte kusterosie en overstromingen langs een groot deel van de Amerikaanse oostkust van Florida tot Maine en Nova Scotia.

## Namen
Nadat na 1978 de lijsten waren veranderd, zodat ook jongensnamen gebruikt konden worden, werd deze lijst voor het eerst gebruikt. Alle namen waren dus nieuw, behalve Arlene, Cindy en Irene, die eerder in de seizoenen 1959, 1963, 1967 en 1971 werden gebruikt. Geen van de namen werd geschrapt en dus werd de lijst in deze vorm voor het seizoen 1987 hergebruikt.
| - Arlene - Bret - Cindy - Dennis - Emily - Floyd - Gert | - Harvey - Irene - Jose - Katrina - Lenny (niet gebruikt) - Maria (niet gebruikt) - Nate (niet gebruikt) | - Ophelia (niet gebruikt) - Philippe (niet gebruikt) - Rita (niet gebruikt) - Stan (niet gebruikt) - Tammy (niet gebruikt) - Vince (niet gebruikt) - Wilma (niet gebruikt) |